# Stegomyia tabu
Stegomyia tabu is een muggensoort uit de familie van de steekmuggen (Culicidae). De wetenschappelijke naam van de soort is voor het eerst geldig gepubliceerd in 1965 door Ramalingam & Belkin.